# Jessie Godderz
Jessie Godderz (né le 23 avril 1986 à Rudd, Iowa) est un catcheur, culturiste et participant à des émissions de téléréalité américain.
Avant d'entamer une carrière de catcheur il participe à des concours de culturisme ainsi qu'à l'émission de télé-réalité Big Brother où il participe aux saisons 10, 11, 12 et 13.
Il signe un contrat avec la Total Nonstop Action Wrestling (TNA) à l'été 2011. Il rejoint l'Ohio Valley Wrestling (OVW) pour apprendre le catch avant de retourner à la TNA en octobre 2012 en tant que petit ami scénaristique de Tara. Il retourne ensuite à l'OVW avant de revenir à la TNA fin 2013 où il forme avec Robbie E l'équipe The BroMans managé par DJ Z. Ensemble, ils remportent à deux reprises le championnat du monde par équipe de la TNA.

## Jeunesse et carrière de culturiste
Godderz fait de la musculation depuis sa dernière année de lycée. Il entre dans un des collège communautaire de l'Iowa et continue de se muscler en fréquentant la salle de musculation. Il commence à faire du culturisme au sein de la North America Natural Bodybuilding Federation dès ses 19 ans et remporte les championnats dans les catégories jeunes et débutant. En 2008, il devient Mr Natural Iowa.

## Participant à des émissions de téléréalité
En 2005, il apparait dans un épisode de l'émission de speed dating Next.
En 2008, il participe à la 10e saison de Big Brother. Il quitte l'émission le 8 août après 31 jours dans la maison après un vote.  
Il participe à la 11e saison en 2009 et quitte l'émission après son élimination le 14 août,. 
Il fait un bref passage durant la 12e saison où il donne des conseils de culturisme à Britney Haynes le 25 août 2010. 

## Carrière de catcheur

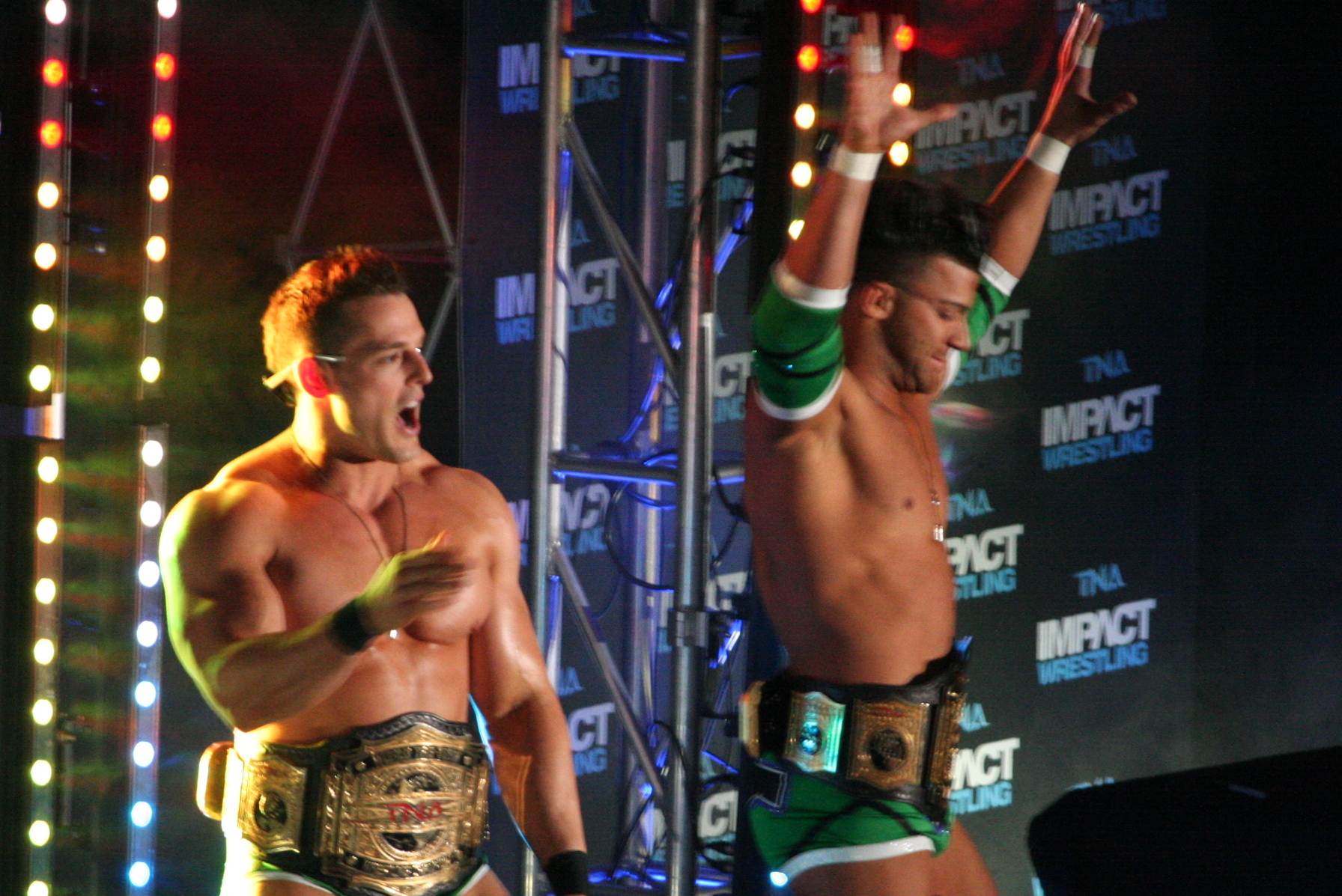
The BroMans (Robbie E et Jessie).

### Total Nonstop Action Wrestling (2011-2017)

#### Ohio Valley Wrestling (2011-2012)
En 2011, Godderz signe un contrat avec la promotion de la lutte professionnelle Total Nonstop Action Wrestling (TNA) et fait rejoindre l'Ohio Valley Wrestling (OVW) pour apprendre le catch.
Il fait ses débuts le 24 décembre 2011 avec Marcus Anthony en gagnant face à Jamin Olivencia et Jason Wayne. Le 11 janvier 2012 Godderz et Marcus Anthony battent Johnny Spade et Shiloh Jonze pour remporter le championnat par équipe de l'OVW, ils ont ensuite été défaits seulement 7 jours après avoir remporté les titres dans un match revanche avec Spade et Jonze. Le 22 février 2012 Godderz & Rob Terry battent Jason Wayne et Shiloh Jonze pour remporter le titre par équipe. Le règne de l'équipe a pris fin le 7 avril, lorsque Godderz et Switchblade Rudy, qui était également reconnu comme faisant partie des champions, ont été battus par Anarquia et Raul LaMotta. Le 11 avril, Godderz et Switchblade vaincu Anarquia et Raul LaMotta dans un match revanche pour le championnat OVW Southern Tag Team. Le 20 juin, Ken Wayne (le manager général de l'OVW) retire leurs titres, après que l'arbitre leur a permis de tricher. Le 7 juillet 2012 Godderz et Switchblade Rudy vaincu Paredyse et Brandon Espinosa dans un ladder match pour remporter le titre par équipe vacant pour la quatrième fois.

#### TNA et relation avec Tara (2012-2013)
Le 14 octobre 2012, à Bound for Glory, Godderz fait ses débuts à la TNA comme étant le "petit ami d'Hollywood" de Tara, Godderz est présenté simplement comme "Jesse", il fait ses débuts sur le ring le 1er novembre à Impact Wrestling, en battant ODB dans un match intergenre, à la suite de l'intervention de Tara. Le 8 novembre, Jesse a fait équipe avec Tara et perdent contre ODB dans un match handicap intergenre. Après le match, ils attaquent ODB. Jesse a fait ses débuts en pay-per-view trois jours plus tard à Turning Point, faisant équipe avec Tara dans un match par équipe mixte face à ODB et Eric Young qu'ils perdent.

#### The BroMans et World Tag Team Champion (2013-2015)
Le 27 juin, lui et Robbie E confrontent les TNA World Tag Team Champions Gunner et James Storm et se présentent comme The BroMans.
Lors du pre-show de Bound for Glory (2013), accompagnés de « Mr. Olympia » Phil Heath, ils battent Bad Influence (Christopher Daniels & Kazarian), Chavo Guerrero & Hernandez, Joseph Parks & Eric Young et deviennent les challengers n°1 pour les TNA World Tag Team Championship et plus tard lors du show, ils battent Gunner et James Storm et remportent les TNA World Tag Team Championship,. Le 31 octobre, ils conservent leur titres contre Gunner et James Storm. Le 23 février 2014, lors d'un house show, ils perdent les titres contre The Wolves (Davey Richards et Eddie Edwards). Lors de Wrestle-1 's Kaisen: Outbreak, ils battent The Wolves dans un three-way tag team match qui comprenait également Team 246 (Kaz Hayashi & Shūji Kondō) et remportent les TNA World Tag Team Championship pour la deuxième fois. Lors de Sacrifice ils font équipe avec Zema Ion et ils perdent leurs titres dans un 3 vs 2 Handicap Match contre The Wolves.

#### Réunion des BroMans et départ (2016-2017)
Il reforme The BroMans avec Robbie E le 22 mars à Impact Wrestling et perdent contre Beer Money Inc. et ne remportent pas les TNA World Tag Team Championship. Lors de l'Impact Wrestling du 13 octobre, il perd contre Aron Rex et ne remporte pas le Impact Grand Championship.
Le 10 juin, il annonce son départ de la compagnie.

### Lucha Underground (2018)
Le 2 juillet lors de My Sacrifice, il perd contre Matanza Cueto.

### Retour à la Ohio Valley Wrestling (2019-...)
Le 27 avril 2019, il fait son retour à la Ohio Valley Wrestling en remportant le OVW Television Championship.

## Palmarès
- Ohio Valley Wrestling
  - 1 fois OVW National Heavyweight Champion (actuel)
  - 1 fois OVW Television Champion
  - 6 fois OVW Southern Tag Team Champion avec Rudy Switchblade (4), Rob Terry (1), Marcus Anthony (1) et Tony Gunn (1, actuel)

- Total Nonstop Action Wrestling
  - 2 fois TNA World Tag Team Champion avec Robbie E
  - TNA Turkey Bowl (2013) avec Robbie E

## Récompenses des magazines
- Pro Wrestling Illustrated

| Année | 2012 | 2013 | 2014 | 2015 | 2016 | 2017 à 2020 | 2021 | 2022 | 2023 |
| ----- | ---- | ---- | ---- | ---- | ---- | ----------- | ---- | ---- | ---- |
| Rang  | 442  | 228  | 105  | 164  | 143  | Non classé  | 415  | 434  | 405  |